# Twins (groupe)
Pour les articles homonymes, voir Twins.
Twins est un girl group hongkongais de cantopop, créé en 2001 par Emperor Entertainment Group (en) (EEG). Il est composé des chanteuses et actrices suivantes : Charlene Choi et Gillian Chung.

## Histoire
Gillian Chung et Charlene Choi ont travaillé toutes les deux comme mannequin à temps plein, apparaissant dans plusieurs publicités à Hong Kong. Elles sont devenues célèbres après leur participation à l’émission Y2K diffusée à la télévision de Hong Kong (RTHK). Les deux jeunes femmes ont attiré l'attention du directeur d’Emperor Entertainment Group, qui les a réuni dans le groupe de cantopop Twins.

## Carrière
Le groupe a commencé sa carrière à partir de l'été 2001, et a été reconnu grâce à la chanson 明愛暗戀補習社. Elles ont d'abord collaboré avec MSN pour faire des pages personnelles et des jeux. Leur premier EP, Twins, en 2001, a été certifié platine dans sa première semaine de vente. Au cours de leurs deux premières années, Twins sorti 3 EP et 3 albums studio, qui se sont tous très bien vendus. La plupart de leurs chansons se maintiennent au sommet des charts de Hong Kong pendant plusieurs semaines.
Les Twins ont tenu leur premier concert en 2002, suivi de trois autres en 2003, dont l'un à Guangzhou. Entre 2001 et 2003, elles ont reçu au total 72 prix.
En 2006, lors de la remise des prix des Hong Kong Entertainment Awards, Charlene Choi est sortie en pleurant car beaucoup de personnes ont critiqué les chanteuses, en leur disant qu'elles n'avaient aucune voix et qu'elles espéraient que le groupe allait faire des efforts et mieux chanter pour l'année suivante, 2007.
En février 2007, elles ont célébré leur sixième année de carrière dans l'industrie de la musique de Hong Kong. En septembre de la même année, les Twins ont fait une tournée de concerts aux États-Unis, avec des invités, Sun Boy'z, qui est également un groupe de cantopop.
En dehors de leur carrière de chant, le girl group a également fait un certain nombre de publicités, notamment pour Nokia, Epson, Biore, Coca-Cola, LG et bien d'autres.

## Filmographie
- 14 juin 2002 : Summer Breeze of Love (這個夏天有異性)
- 19 septembre 2002 : Just One Look (一碌蔗)
- 23 juin 2003 : The Twins Effect (千機變)
- 6 novembre 2003  : The Death Curse' (古宅心慌慌)
- 15 janvier 2004 : Fantasia (鬼馬狂想曲)
- 3 février 2004 : Black Rose Academy (見習黑玫瑰)
- 8 avril 2004 : Love on Rocks (戀情告急)
- 6 août 2004 : Twins Effect II (千機變II: 花都大戰)
- 25 novembre 2004 : 6 AM (大無謂)
- 24 mars 2005 : House of Fury (精武家庭)
- 21 juillet 2005 : Bug Me Not! (蟲不知)
- 15 février 2005 : Twins Mission (雙子神偷)
- 6 septembre 2007 : Naraka 19 (地獄第19層)

## Concerts
- 13-15 septembre 2002 : Ichiban Amazing Show (Twins Ichiban 興奮演唱會)
- 18-19 janvier 2003 : Matsunichi Twins Guangzhou Amazing Show (松日Twins廣州興奮演唱會)
- 25 juin 2003 : Tou Hao Ren Wu Chang Hao Music Concert (頭號人物唱好音樂會)
- 2 août 2003 : Netvigator NETCash Pop-up Concert (網上行叱吒樂壇Pop-Up音樂會)
- 31 décembre 2003 - 4 janvier 2004 : Matsunichi Twins 04 Concert (Twins 04 好玩演唱會)
- 3 juin 2005 : Starlight Amusement Park Concert (Australie)
- 4-7 janvier 2006 : Twins Star Mobile Incomparable Concert (Twins 星Mobile 一時無兩演唱會)
- 18-19 août 2006 : Twins Concert in Genting (Malaisie)
- 15 septembre 2007 : Twins in Concert Cow Palace (San Francisco)
- 18 septembre 2007 : Twins Concert in Toronto at Casino Rama (我們相愛6年)
- 22-23 septembre 2007 : Twins Sixth Anniversary World Tour 2007 Atlantic City (Twins 我們相愛6年 環遊世界[大西洋城]演唱會)

### Sources
- (en) Cet article est partiellement ou en totalité issu de l’article de Wikipédia en anglais intitulé « Twins (group) » (voir la liste des auteurs).